# ويلفورد بريملي
ويلفورد بريملي (بالإنجليزية: Wilford Brimley) (1934 - 2020)، هو ممثل أمريكي بدأ مسيرته الفنية سنة 1969.
مواليد 27 سبتمبر 1934 في سولت ليك، يوتا، الولايات المتحدة، وتوفي يوم 1 أغسطس 2020 بمدينة سانت جورج (يوتا) بسبب اعتلال الكلية.

## الأعمال

### أفلام
- الحصى الحقيقي (1969)
- الشيء (1982)
- مراحم ناعمة (1983) (بدور: هاري)
- من العاشرة حتى منتصف الليل (1983)
- شرنقة (1985) (بدور: بنيامين بن لوكيت)
- هل سمعت عن مورغنس؟ (2009) (بدور: إيرل جرانجر)

### مسلسلات
- ذا والتونز
- جوال تكساس ووكر
- ساينفيلد

## روابط خارجية
لا توجد روابط لمواقع التواصل الاجتماعي.

- ويلفورد بريملي على موقع IMDb (الإنجليزية)
- ويلفورد بريملي على موقع روتن توميتوز (الإنجليزية)
- ويلفورد بريملي على موقع ألو سيني (الفرنسية)
- ويلفورد بريملي على موقع ميوزك برينز (الإنجليزية)
- ويلفورد بريملي على موقع أول موفي (الإنجليزية)
- ويلفورد بريملي على موقع قاعدة بيانات الأفلام السويدية (السويدية)
- ويلفورد بريملي على موقع إن إن دي بي (الإنجليزية)
- ويلفورد بريملي على موقع قاعدة بيانات الفيلم (الإنجليزية)